# Палладий Еленопольский

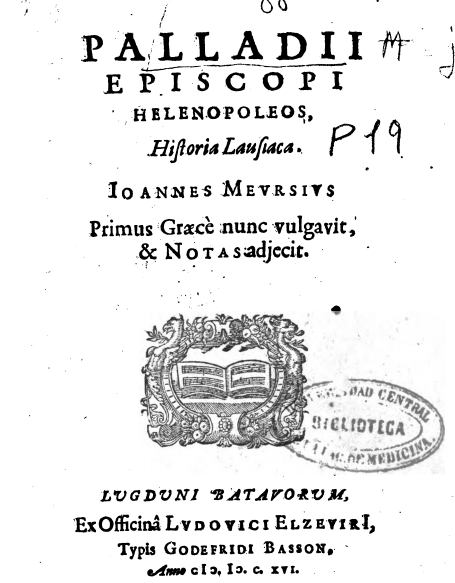
Титульный лист первого издания «Лавсаика» на древнегреческом. Книга издана Йоханнесом Меурзием в Лейдене в 1616 году.

Палла́дий Еленопо́льский (др.-греч. Παλλάδιος τῆς Ἑλενοπόλεως; 360—420) — христианский епископ и писатель, ученик Иоанна Златоуста. Причислен к лику святых в Православной и Католической церкви. Память преподобного Палладия Еленопольского  - 28 ноября н. ст. в Католической церкви.
Палладий был родом галатянин.
В 386 году или немного позднее он посвятил себя монашеской жизни. После этого подвижник пребывал в разных местах Египта, где встречался с монахами-пустынниками, изучая их аскетический опыт. Впоследствии он прибыл в Палестину и в 400 году был рукоположён в епископы Еленополя в Вифинии.
Самым известным произведением Палладия считается труд «Лавсаик, или повествование о жизни святых и блаженных отцов», рассказывающий о жизни христианских подвижников раннего периода. Сочинение было написано около 419 — 420 годов для чиновника византийского императорского двора Лавса. Кроме того, Палладию Еленопольскому приписываются «Диалоги о жизни Златоуста».